# Lawrence Warbasse
Lawrence Warbasse (Dearborn, 28 de junio de 1990) es un ciclista estadounidense, miembro del equipo Tudor Pro Cycling Team.

## Palmarés
2017
- 1 etapa de la Vuelta a Suiza[1]
- Campeonato de Estados Unidos en Ruta

## Resultados en Grandes Vueltas y Campeonatos del Mundo
| Carrera         | Carrera         | 2012 | 2013 | 2014 | 2015 | 2016 | 2017 | 2018 | 2019 | 2020 | 2021 | 2022 | 2023 | 2024 | 2025 |
| --------------- | --------------- | ---- | ---- | ---- | ---- | ---- | ---- | ---- | ---- | ---- | ---- | ---- | ---- | ---- | ---- |
|                 | Giro de Italia  | —    | —    | —    | —    | Ab.  | —    | —    | 52.º | 17.º | 41.º | —    | 44.º | 37.º | 68.º |
|                 | Tour de Francia | —    | —    | —    | —    | —    | —    | —    | —    | —    | —    | —    | —    | —    | —    |
|                 | Vuelta a España | —    | —    | 74.º | 38.º | 49.º | Ab.  | —    | —    | —    | —    | —    | 44.º | —    | —    |
| Mundial en Ruta | Mundial en Ruta | —    | —    | —    | —    | —    | —    | —    | —    | —    | —    | —    | Ab.  | 70.º | —    |

—: no participa

Ab.: abandono

## Equipos
- BMC-Hincapie Sportswear Development (2012)
- BMC Racing (stagiaire) (2012)[2]
- BMC Racing (2013-2014)
- IAM Cycling (2015-2016)
- Aqua Blue Sport (2017-2018)
- AG2R (2019-2024)
  - AG2R La Mondiale (2019-2020)
  - AG2R Citroën Team (2021-2023)
  - Decathlon AG2R La Mondiale Team (2024)
- Tudor Pro Cycling Team (2025-)